# Gustav Däniker
Gustav Däniker (* 10. April 1896 in Steinmaur ZH; † 14. September 1947 in Kilchberg ZH) war ein Schweizer Generalstabsoffizier. Er wurde bekannt durch seine 1941 verfasste Denkschrift und die darauffolgende Auseinandersetzung, die mit seinem unfreiwilligen Ausscheiden aus der Armee endete.

## Biographie
Der Sohn des Pfarrers Albert Däniker und der Anna Bertha geb. Stutz begeisterte sich früh für das Militärwesen und absolvierte schon mit 18 Jahren die Rekrutenschule der Schweizer Armee. Mit 20 war er bereits Offizier (Leutnant). Anschliessend holte er die Matura nach und nahm ein Rechtsstudium an der Universität Zürich auf, wo er 1922 promovierte.
Däniker meldete sich danach zum Instruktionsdienst. Dort machte er rasch Karriere, wurde 1924 Hauptmann, 1926 in den Generalstab umgeteilt, 1930 Major, 1936 Oberstleutnant und 1939 Oberst.
1929 wurde Däniker für zwei Jahre an die Ecole supérieure de guerre in Paris abkommandiert.:89 1936 erhielt er einen Lehrauftrag an der Abteilung für Militärwissenschaften an der ETH Zürich, 1937 einen Auftrag zur Gestaltung der Wehrausstellung an der Landesausstellung 1939. 1938 verbrachte er 10 Tage in der deutschen Infanterieschule Döberitz.:100 Ab 1938 war er Ehrendozent der Universität Basel und Inhaber des neuen Lehrstuhls für Militärwissenschaften. Vor seinem Ausscheiden aus dem Dienst war Däniker Kommandant der Schiessschule Walenstadt und Kdt a i Geb Inf Rgt 20. Ende 1941 wurde er in der Folge seiner Denkschrift vom Mai 1941 aus dem Generalstab entlassen und schied 1942 ganz aus dem Bundesdienst aus, nachdem er nicht wiedergewählt worden war.

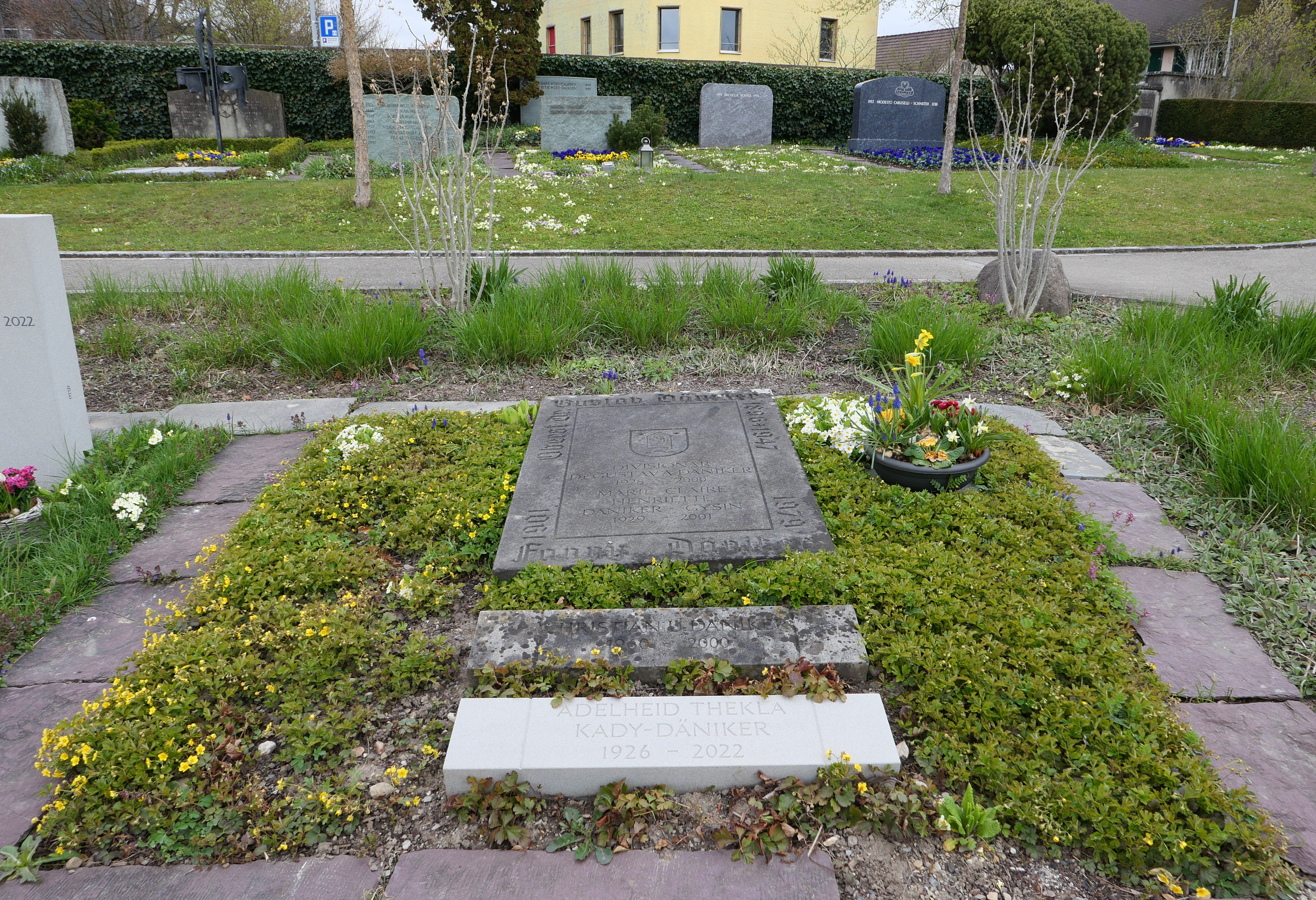
Das Grab von Däniker, seiner Frau, ihren beiden Kindern, der Schwiegertochter Marie Claire Henriette, geb. Gysin (1929–2001), und von Christian U. Däniker (1960–2000) auf dem Friedhof von Kilchberg

In der Folge war er als Leiter der waffentechnischen Abteilung bei der Werkzeugmaschinenfabrik Oerlikon-Bührle & Cie in Zürich angestellt. 1947 erschoss er sich.
Däniker war anerkannter Experte der Ballistik und angesehener Militärpublizist, der mehr als 300 Bücher verfasste. Er gehörte zum Kreis der deutschlandfreundlichen Offiziere, die für die Zeit des Zweiten Weltkriegs statt des Romands Henri Guisan lieber den Deutschschweizer Ulrich Wille junior, den Sohn des Generals aus dem Ersten Weltkrieg, ebenfalls mit Namen Ulrich Wille, gesehen hätten. Für Däniker und seine Gesinnungsgenossen war die Alternative in den Beziehungen zum Deutschen Reich nicht Anpassung oder Widerstand, sondern vielmehr Anpassung oder Untergang.
1925 heiratete Däniker Fanny Thekla Thurnheer. Der Ehe entstammen eine Tochter, Adelheid Thekla, und ein Sohn, Gustav jun., der ebenfalls Generalstabsoffizier und Militärpublizist wurde.

## Denkschrift
1941 reiste Däniker in privater Mission nach Deutschland und fasste seine Eindrücke anschliessend in einer Denkschrift:405–416 zusammen. In ihr plädierte Däniker für eine weitgehende Anpassung gegenüber den Wünschen Deutschlands, das nicht verärgert werden sollte, und für eine freiwillige Eingliederung der Schweiz in das neue Europa, das seiner Meinung nach Deutschland im Begriffe war aufzubauen. Aufs Korn nahm er insbesondere die seiner Ansicht nach einseitige Berichterstattung der Presse und die Aufforderungen zum Widerstand, besonders von Prof. Karl Barth und von Oberst Oscar Frey.:408 Er war überzeugt davon, dass die Schweiz zwangsläufig dem Untergang entgegengehe, wenn diesem Treiben nicht Einhalt geboten werde.:414/415 Bekannt wurde – auch im Zusammenhang mit der gegenwärtigen Diskussion um das Verhältnis der Schweiz zur EU – vor allem der Satz aus der Denkschrift: «Wir bilden uns merkwürdigerweise hierbei auch sehr viel darauf ein, fernerhin als ‹Querschläger› durch ein neues Europa zu fliegen.»:406
Die Denkschrift war eigentlich nur für sechs gleichgesinnte Empfänger gedacht, wurde aber durch einen Übermittlungsfehler bald weit darüber hinaus bekannt. Sie wurde damit zu einem Politikum und zum Gegenstand heftiger Auseinandersetzungen. Däniker wurde vor allem vorgeworfen, dass er den Hauptteil der Schuld für die unbestritten schlechten Beziehungen mit Deutschland vor allem der Schweiz zuwies und Deutschland damit geradewegs einen Vorwand liefere, die Schweiz anzugreifen.:21:168 Die von Däniker ausdrücklich geforderte Verteidigung der Eigenstaatlichkeit der Schweiz, sogar wenn sie mit ihrem Untergang endigen würde:413:168, konnte die Vorwürfe kaum mildern.
General Guisan leitete darauf eine administrative Untersuchung wegen Amtspflichtverletzung ein, die zu einer Arreststrafe von 15 Tagen führte. Däniker wurde nach Verbüssung der Strafe mitgeteilt, dass er für die neue Amtsperiode ab März 1942 als Instruktionsoffizier vom Bundesrat nicht wiedergewählt worden sei.